# نیسا رعتکو
نیسا رعتکو (به انگلیسی: Nyssa Raatko) یک شخصیت خیالی شرور بزرگ در کتاب‌های کامیک آمریکایی منتشر شده توسط دی‌سی کامیکس است که اغلب به عنوان دشمن شخصیت ابرقهرمان بتمن محسوب می‌شود. شخصیت نیسا رعتکو توسط گِرگ روکا و کلاوس جانسون خلق شده است که برای اولین بار در شماره ۷۸۳ کمیک‌های کارآگاهی (اوت ۲۰۰۳) معرفی شد. او دختر شخصیت بدذات دنیای دی‌سی رأس‌الغول، و خواهر ناتنی تالیا الغول به شمار می‌رود.